# برودیک
برودیک (به انگلیسی: Brodick) یک روستا در بریتانیا است که در ایرشر شمالی واقع شده‌است. برودیک ۶۲۱ نفر جمعیت دارد.